# ستیزه‌جویان
ستیزه‌جویان (انگلیسی: The Defiant Ones) فیلمی در ژانر زوج هنری، درام و جنایی به کارگردانی استنلی کریمر است که در سال ۱۹۵۸ منتشر شد.

## بازیگران
- تونی کرتیس
- سیدنی پوآتیه
- تئودور بیکل
- کارا ویلیامز
- چارلز مک‌گرا
- کلود ایکینز
- کارل اسویتسر
- لان چینی جونیور
- کینگ داناوان